# 乌双龙胆
乌双龙胆（学名：Gentiana urnula）为龙胆科龙胆属的植物。分布在不丹、尼泊尔、锡金以及中国大陆的青海、西藏等地，生长于海拔3,900米至5,700米的地区，多生在高山砾石带、高山草甸及沙石山坡，目前尚未由人工引种栽培。

## 别名
乌双龙胆（中国高等植物图鉴）、冈嘎穷